# 유리벽 속의 두 연인
"유리벽 속의 두 연인"은 한국에서 제작된 정인철 감독의 1992년 영화이다. 정인철 등이 주연으로 출연하였고 정지훈 등이 제작에 참여하였다.

## 출연

### 주연
- 정인철
- 이윤희

## 기타
- 조명: 김윤덕
- 녹음: 유창국